# Ceratostylis mamberamensis
Ceratostylis mamberamensis är en orkidéart som beskrevs av Johannes Jacobus Smith. Ceratostylis mamberamensis ingår i släktet Ceratostylis och familjen orkidéer. Inga underarter finns listade i Catalogue of Life.